# Prvenstvo ZND 1945
Il Prvenstvo Zagrebačkog nogometnog dosaveza 1945. (it. "Campionato della sottofederazione calcistica di Zagabria 1945") fu la quarta edizione del campionato organizzato dalla Zagrebački nogometni dosavez (ZND), la trentaduesima in totale, contando anche le 22 edizioni della ZNP (1920-1941), le 4 del Prvenstvo grada Zagreba (1918-1919) e le 2 del campionato del Regno di Croazia e Slavonia (1912-1914, composto esclusivamente da squadre di Zagabria).
ZND era il nuovo nome della sottofederazione di Zagabria organizzata nello Stato indipendente di Croazia.
È stata l'ultima competizione calcistica del NDH a cui hanno partecipato i migliori club dell'area della Federcalcio di Zagabria. Il torneo iniziò il 28 aprile 1945 e fu interrotto il 6 maggio, a causa dei cambiamenti politici nel paese (l'8 maggio vi fu la resa della Germania nazista). Il campionato non fu mai continuato perché tutti i club furono aboliti il 6 giugno 1945 per decisione del Ministro della Sanità Pubblica dello Stato Federale di Croazia.

## Squadre partecipanti
| Nome precedente | Nuovo nome  | Stagione 1943-44       |
| --------------- | ----------- | ---------------------- |
| Građanski       | Građanski   | 1° nel gruppo Zvonimir |
| Concordia       | Zeleni 1906 | 2° nel gruppo Zvonimir |
| HAŠK            | HAŠK        | 3° nel gruppo Zvonimir |
| Željezničar     | Željezničar | 4° nel gruppo Zvonimir |
| Ferraria        | Gvoždjar    | 5° nel gruppo Zvonimir |
| Ličanin         | Velebit     | 6° nel gruppo Zvonimir |
| Zagorac         | Zrinski     | 7° nel gruppo Zvonimir |
| Viktorija       | Napredak    | 8° nel gruppo Zvonimir |
| Uskok           | Uskok       | 1° nel gruppo Tomislav |
| Redarstveni     | Redarstvo   | 2° nel gruppo Tomislav |

## Classifica al momento dell'interruzione
|              | Pos. | Squadra     | Pt | G | V | N | P | GF | GS | QR |
| ------------ | ---- | ----------- | -- | - | - | - | - | -- | -- | -- |
|              | 1.   | Željezničar | 4  | 2 | 2 | 0 | 0 | 6  | 0  | 4  |
|              | 2.   | Građanski   | 2  | 1 | 1 | 0 | 0 | 6  | 2  | 2  |
|              | 3.   | Uskok       | 2  | 2 | 1 | 0 | 1 | 7  | 7  | 2  |
|              | 4.   | Zeleni 1906 | 2  | 2 | 1 | 0 | 1 | 4  | 6  | 2  |
|              | 5.   | Zrinski     | 1  | 1 | 0 | 1 | 0 | 2  | 2  | 1  |
|              | 6.   | Redarstvo   | 1  | 1 | 0 | 1 | 0 | 2  | 2  | 1  |
|              | 7.   | HAŠK        | 1  | 1 | 0 | 1 | 0 | 3  | 3  | 1  |
|              | 8.   | Gvoždjar    | 1  | 2 | 0 | 1 | 1 | 3  | 5  | 1  |
|              | 9.   | Velebit     | 0  | 1 | 0 | 0 | 1 | 1  | 3  | 0  |
|              | 10.  | Napredak    | 0  | 1 | 0 | 0 | 1 | 0  | 4  | 0  |
| Fonte: rsssf |      |             |    |   |   |   |   |    |    |    |

## Risultati
| 1ª giornata    |                        |     |
|                |                        |     |
| 28 aprile 1945 | Građanski - Uskok      | 6-2 |
| 28 aprile 1945 | Gvoždjar - HAŠK        | 3-3 |
| 28 aprile 1945 | Željezničar - Napredak | 4-0 |
| 28 aprile 1945 | Zeleni 1906 - Velebit  | 3-1 |
| 28 aprile 1945 | Redarstvo - Zrinski    | 2-2 |

| 2ª giornata     |                        |     |
|                 |                        |     |
| 5/6 maggio 1945 | Uskok – Zeleni 1906    | 5-1 |
| 5/6 maggio 1945 | Željezničar - Gvoždjar | 2-0 |
| 5/6 maggio 1945 | Napredak - Zrinski     | nd  |
| 5/6 maggio 1945 | Građanski - Redarstvo  | nd  |
| 5/6 maggio 1945 | HAŠK - Velebit         | nd  |